# De Drie Duikers
De Drie Duikers is een brug over de Leie in het westen van Kortrijk.
De spoorlijnen Kortrijk-Brugge en Kortrijk-Poperinge gaan over twee naast elkaar liggende stalen vlakke trogbruggen over de rivier. De naam verwijst naar de vooroorlogse stenen brug op dezelfde plaats die drie bogen (lokaal ook duikers genoemd) had.
Bij de recentere verbreding van de Leie werd het tracé zo gekozen dat De Drie Duikers kon worden behouden. De vrije hoogte kan bij de verdere capaciteitsuitbreiding wel een probleem worden.
Broelbrug · Budabrug · Brug over Sluis 11 · Collegebrug · Dambrug · De Drie Duikers · Gentbrug · Gerechtshofbrug · Groeningebrug · Kalkovenbrug · Kasteelbrug · Leiebrug · Luipaardbrug · Noordbrug · Overzetwegbrug · Reepbrug · Ronde van Vlaanderenbrug · Spoorwegbrug Kanaal · Viaduct R8 (Harelbeke) · Viaduct R8 (Marke) · Viaduct R8 (Stasegem)